# Marijke Wijnmaalen
Marijke Wijnmaalen (* 6. Dezember 1998) ist eine niederländische Leichtathletin, die sich auf den Stabhochsprung spezialisiert hat.

## Sportliche Laufbahn
Erste internationale Erfahrungen sammelte Marijke Wijnmaalen im Jahr 2016, als sie bei den U20-Weltmeisterschaften in Bydgoszcz mit übersprungenen 4,05 m in der Qualifikationsrunde ausschied. Im Jahr darauf belegte sie bei den U20-Europameisterschaften in Grosseto mit 4,05 m den fünften Platz und 2019 gelangte sie bei den U23-Europameisterschaften in Gävle mit 4,00 m auf den zehnten Platz. 2023 wurde sie bei den World University Games in Chengdu mit einer Höhe von 4,10 m Fünfte.
In den Jahren 2017, 2019 und 2022 wurde Wijnmaalen niederländische Meisterin im Stabhochsprung.